# Xenosaga Pied Piper
 (janvier 2015).
Si vous disposez d'ouvrages ou d'articles de référence ou si vous connaissez des sites web de qualité traitant du thème abordé ici, merci de compléter l'article en donnant les références utiles à sa vérifiabilité et en les liant à la section « Notes et références ».
Xenosaga Pied Piper est un jeu vidéo de rôle sorti en 2004, ancré dans l'univers de Xenosaga qui se déroule 100 ans avant le début de l'épisode I de Xenosaga. Le jeu est sorti sur téléphone mobile au Japon.

## Synopsis
Le sous-titre Pied Piper fait référence au conte des frères Grimm Le joueur de flûte de Hamelin.
L'histoire explore le passé du personnage cyborg Ziggy alors qu'il n'est encore que Jan Sauer, un humain travaillant dans les forces spéciales anti-terroristes de la Fédération Galactique. L'objectif de Pied Piper est de développer le background de certain des personnages les plus importants de l'univers de Xenosaga, tels Ziggy, chaos, Wilhelm, et le Dr Dimitri Yuriev. L'histoire se déroule sur 3 chapitres. Elle gravite autour du personnage de Jan Sauer et de son équipe alors qu'ils traquent un tueur en série connu de son pseudo de hacker "Voyager", qui tue ses victimes en utilisant le réseau UMN.